# Neolitsea fischeri
Neolitsea fischeri är en lagerväxtart som beskrevs av James Sykes Gamble. Neolitsea fischeri ingår i släktet Neolitsea och familjen lagerväxter. Inga underarter finns listade i Catalogue of Life.